# Dylan Collard
Dylan João Raymond Collard (Sydney, 16 aprile 2000) è un calciatore mauriziano, difensore del Lourosa e della nazionale mauriziana.

## Carriera

### Club
Ha giocato nelle serie minori polacche e portoghesi.

### Nazionale
Il 24 marzo 2022 ha esordito con la nazionale mauriziana giocando l'incontro perso 0-1 contro  São Tomé e Príncipe, valido per le qualificazioni alla Coppa delle nazioni africane 2023.

## Statistiche

### Presenze e reti nei club
Statistiche aggiornate al 14 aprile 2022.
| Stagione        | Squadra         | Campionato      | Campionato | Campionato | Coppe nazionali | Coppe nazionali | Coppe nazionali | Coppe continentali | Coppe continentali | Coppe continentali | Altre coppe | Altre coppe | Altre coppe | Totale | Totale |
| Stagione        | Squadra         | Comp            | Pres       | Reti       | Comp            | Pres            | Reti            | Comp               | Pres               | Reti               | Comp        | Pres        | Reti        | Pres   | Reti   |
| --------------- | --------------- | --------------- | ---------- | ---------- | --------------- | --------------- | --------------- | ------------------ | ------------------ | ------------------ | ----------- | ----------- | ----------- | ------ | ------ |
| 2019-feb. 2020  | Lusitano FC     | CdP             | 11         | 0          | CP              | 2               | 0               |                    | -                  | -                  |             | -           | -           | 13     | 0      |
| feb.-giu. 2020  | Stal Rzeszów    | 2L              | 1          | 0          | CP              | -               | -               |                    | -                  | -                  |             | -           | -           | 1      | 0      |
| 2020-2021       | Marítimo B      | CdP             | 14         | 0          |                 | -               | -               |                    | -                  | -                  |             | -           | -           | 14     | 0      |
| 2021-2022       | Marítimo B      | L3              | 22         | 4          |                 | -               | -               |                    | -                  | -                  |             | -           | -           | 22     | 4      |
| Totale carriera | Totale carriera | Totale carriera | 48         | 4          |                 | 2               | 0               |                    | -                  | -                  |             | -           | -           | 50     | 4      |

### Cronologia presenze e reti in nazionale
| Cronologia completa delle presenze e delle reti in nazionale ― Mauritius | Cronologia completa delle presenze e delle reti in nazionale ― Mauritius | Cronologia completa delle presenze e delle reti in nazionale ― Mauritius | Cronologia completa delle presenze e delle reti in nazionale ― Mauritius | Cronologia completa delle presenze e delle reti in nazionale ― Mauritius | Cronologia completa delle presenze e delle reti in nazionale ― Mauritius | Cronologia completa delle presenze e delle reti in nazionale ― Mauritius | Cronologia completa delle presenze e delle reti in nazionale ― Mauritius |
| Data                                                                     | Città                                                                    | In casa                                                                  | Risultato                                                                | Ospiti                                                                   | Competizione                                                             | Reti                                                                     | Note                                                                     |
| ------------------------------------------------------------------------ | ------------------------------------------------------------------------ | ------------------------------------------------------------------------ | ------------------------------------------------------------------------ | ------------------------------------------------------------------------ | ------------------------------------------------------------------------ | ------------------------------------------------------------------------ | ------------------------------------------------------------------------ |
| 24-3-2022                                                                | Saint-Pierre                                                             | São Tomé e Príncipe                                                      | 1 – 0                                                                    | Mauritius                                                                | Qual. Coppa d'Africa 2023                                                | -                                                                        |                                                                          |
| 27-3-2022                                                                | Saint-Pierre                                                             | Mauritius                                                                | 3 – 3                                                                    | São Tomé e Príncipe                                                      | Qual. Coppa d'Africa 2023                                                | 1                                                                        | 90+4’                                                                    |
| 20-3-2025                                                                | Praia                                                                    | Capo Verde                                                               | 1 – 0                                                                    | Mauritius                                                                | Qual. Mondiali 2026                                                      | -                                                                        |                                                                          |
| Totale                                                                   |                                                                          | Presenze                                                                 | 3                                                                        |                                                                          | Reti                                                                     | 1                                                                        |                                                                          |